# Léa Wiazemsky
Pour les articles homonymes, voir Viazemski.
Léa Sophie Claire Bernadette Wiazemsky, née le 30 janvier 1979 à Paris, est une actrice de cinéma et romancière  française.

## Biographie
Léa Wiazemsky est la fille du dessinateur de presse Wiaz et de l'écrivaine Régine Deforges.
Elle participe à l'Atelier Blanche Salant avant de suivre de 2001 à 2004 les cours de l'école d'art dramatique fondée par Jean Périmony.
Selon son profil Instagram, elle a un fils appelé Gabriel et une fille appelée Nora.

## Filmographie

### Cinéma
- 2009 : Eden à l'ouest de Costa-Gavras : Nina
- 2005 : Un couple parfait  de Nobuhiro Suwa  : Eva
- 2013 : Associés contre le crime de Pascal Thomas : la réceptionniste
- 2015 : Valentin Valentin (La Maison du Lys tigré) de Pascal Thomas  : une inspectrice de police
- 2022 : L'Innocent de Louis Garrel
- 2023 : L'Abbé Pierre : Une vie de combats de Frédéric Tellier : une journaliste

### Télévision

#### Téléfilms
- 2023 : Droit de regard de Julie Manoukian : Léa
- 2013-2014 : Mongeville de Jacques Santamaria (3 épisodes) : Laurence Mongeville
- 2017 : À la dérive de Philippe Venault : Muriel
- 2015 : Les Fusillés de Philippe Triboit
- 2014 : Ceux de 14 de Olivier Schatzky : Estelle
- 2012 : Deux flics sur les docks de Edwin Baily : Sarah Ledoyen (dans l'épisode Mauvaise pente)
- 2011 : Les Dames : Mme Dandier (dans l'épisode Dame de pique) de Philippe Venault
- 2011 : Accusé Mendès France de Laurent Heynemann : Marcelle Grumbach
- 2009 : Nicolas Le Floch : Élodie Galaine (dans l'épisode Le fantôme de la rue Royale) de Nicolas Picard-Dreyfuss
- 2009 : Louis XV, le Soleil noir de Thierry Binisti : Mme de Châteauroux
- 2009 : La Reine et le Cardinal de Marc Rivière : Mlle de Chevreuse
- 2009 : Clara, une passion française de Sébastien Grall : Ezilda
- 2009 : Cartouche, le brigand magnifique de Henri Helman : une courtisane
- 2008 : Sur le fil de Frédéric Berthe et Bruno Garcia : Lise (dans l'épisode Le Pianiste)
- 2008 : Seule de Fabrice Cazeneuve : Chloé
- 2008 : Clara Sheller de Renaud Bertrand et Alain Berliner : une boulangère (dans l'épisode Une femme peut en cacher une autre)
- 2006 : Jeanne Poisson, marquise de Pompadour de Robin Davis : Adélaïde
- 2006 : Gaspard le bandit de Benoît Jacquot :  Sœur tourière

## Théâtre
- 2013 : Les Précieuses ridicules (mise en scène de Gaël Albespy)
- 2011 : Happy Bad Day (mise en scène de Julien Gaetner)
- 2010 : Émilie, ma chérie (mise en scène de Cathy Guillemin)
- 2010 : La Valse à deux temps (mise en scène de Morgan Di Folco)
- 2009 : La Petite Robe de Paul (mise en scène de Frédéric Andrau)
- 2007 : Vue d'en haut (mise en scène de Morgan Di Folco)
- 2006 : Mortelle Bonne Année (mise en scène de Vincent Bonaceau)
- 2005 : Les Caprices de Marianne (mise en scène de Gaël Albespy)
- 2005 : Les Fourberies de Scapin (mise en scène de Gaël Albespy)

## Publications
- Le vieux qui déjeunait seul, Michel Lafon, 2015,  (ISBN 978-2-7499-2418-2)
- Le bruit du silence, Michel Lafon, 2017,  (ISBN 978-2-7499-2905-7)
- Comme si tout recommençait, Michel Lafon, 2019,  (ISBN 978-2-7499-3398-6)
- A 20h sur le quai, Michel Lafon, 2021,  (ISBN 978-2-7499-4533-0)
- Petit éloge des cafés , Éditions Les Pérégrines, 2024